# Академия Рашмор
«Академия Рашмор» (англ. Rushmore) — второй полнометражный фильм режиссёра Уэса Андерсона. Комедия-драма об эксцентричном подростке Максе Фишере (дебют Джейсона Шварцмана), об его дружбе и влюблённости. Сценарий написан Андерсоном в соавторстве с Оуэном Уилсоном.
Фильм стал успешным стартом карьеры Андерсона и Шварцмана, в то же время заново прославил Билла Мюррея, теперь как уважаемого актёра независимого кино.
Empire в 2008 году внёс Рашмор в список «500 лучших фильмов всех времён».

## Сюжет
В центре внимания — подросток Макс Фишер, ученик престижной частной школы «Рашмор». Он активно участвует в общественной жизни, являясь режиссёром и директором школьного театра, президентом общества пчеловодов, основателем астрономического общества, капитаном фехтовальной команды, основателем картинг-клуба и т. п. Однако столь активная деятельность, разведённая Максом, по всей видимости, сказывается на его успеваемости в школе — он двоечник. Директор Нельсон Гуггенхайм ставит его перед фактом, что тот будет отчислен, если не исправит в ближайшее время оценки. Решить эти проблемы Максу мешает внезапно возникшая любовь к молодой, овдовевшей учительнице — Розмари Кросс. В то же самое время у него завязываются дружественные отношения с промышленником Херманом Блюмом, которые впоследствии выльются в небольшое противостояние за сердце Розмари.

## В ролях
| Актёр            | Роль               |
| ---------------- | ------------------ |
| Джейсон Шварцман | Макс Фишер         |
| Билл Мюррей      | Херман Блюм        |
| Оливия Уильямс   | Розмари Кросс      |
| Брайан Кокс      | Нельсон Гуггенхайм |
| Люк Уилсон       | доктор Питер Флинн |
| Сеймур Кэссел    | Бёрт Фишер         |
| Кумар Паллана    | мистер Литтлджинс  |
| Конни Нильсен    | миссис Коллвэй     |

## Награды и номинации
- 1999 — номинация на премию «Золотой глобус» за лучшую мужскую роль второго плана (Билл Мюррей)
- 1999 — премия «Спутник» за лучшую мужскую роль второго плана — комедия или мюзикл (Билл Мюррей)
- 1999 — две премии «Независимый дух»: лучший режиссёр (Уэс Андерсон), лучшая мужская роль второго плана (Билл Мюррей)